# 대상건설
대상건설(Daesang E&C)은 대한민국의 건설 회사이다.

## 연혁
- 1970년 4월 : 미원(주) 건설사업부 설립.
- 1978년 2월 : 전기공사업 면허취득/주택건설업자 등록 및 미원종합개발(주) 계열 분리
- 1989년 2월 : 한남개발(주)로 상호변경.
- 1992년 5월 : 소방시설공사업 면허취득
- 1993년 11월 : 미원건설(주)로 상호변경.
- 1994년 6월 : 해외건설업 면허등록(일반건설업, 전기공사업)
- 1997년 10월 : 대상건설(주)로 상호변경.
- 1998년 10월 : 대상(주)와 합병
- 2000년 6월 : 동서산업건설(주) 설립
- 2006년 8월 : 대상(주) 건설사업부문 분할
- 2006년 11월 : 동서산업건설(주)와 합병
- 2006년 12월 : 자본금 20억원 유상증자 (자본금 52억원 5천만원)
- 2008년 1월 : 부동산 개발업 등록
- 2008년 2월 : 대주주 변동(동서산업(주), 대상홀딩스(주) 100%)
- 2008년 2월 : 자본금 80억원 유상증자 (자본금 132억원 5천만원)
- 2008년 7월 : 동서건설(주)로 상호변경.
- 2010년 2월 : 산업환경시설공사업 면허취득
- 2012년 11월 : 조경공사업 면허취득
- 2015년 11월 : 대한건설협회 건설업윤리경영대상 수상
- 2016년 12월 : 공정거래위원회 건설협력증진대상 수상
- 2021년 7월 : 시공능력평가 순위 84위 (토건3,316억원)
- 2021년 11월 : 대상건설(주)로 상호변경.

## 브랜드
- 웰라움

## 관계사
대상건설의 주요 관계사로 대상홀딩스, 대상주식회사, 대상정보기술, 대상네트웍스, 대상문화재단, 대상라이프사이언스, 대상F&B, 대상푸드플러스, 대상셀진, 대상델리하임, 신안천일염, 디유푸드, 초록마을 등이 있다.